# Creaca, Sălaj
Creaca (magh. Karika) este satul de reședință al comunei cu același nume din județul Sălaj, Transilvania, România.

## Așezare
Localitatea Creaca este situată în partea centrală a județului, în zona de contact dintre Munții Meseșului, Dealul Dumbrava și Depresiunea Almaș-Agrij. Dealul Dumbrava este puntea de legătură dintre culmea Meseșului și horstul cristalin al Ticăului, valea Ortelecului fiind cea care desparte cele două unități. 

## Istoric
Așezat la întretăierea unor drumuri importante încă din vechime, satul Creaca apare în documente pentru prima dată în 1385 sub numele de Kerikapatak. Alte consemnări în documentele vremii, așa cum ne prezintă Petri Mór în lucrarea sa Szilagyi varmegye monographiaja (Monografia comitatului Sălaj) publicată în Zalău, 1904, ne pomenesc de Karika în 1475, iar în 1543, Karyka și Kadika. După cum se știe de către mulți dintre locuitori, vatra satului a fost mutată timp de 80 de ani în locul numit ,,Satul bătrân” începând cu anul 1681, după care sătenii s-au reîntors treptat pe vechea și actuala sa vatră.
În secolele următoare, satul apare sub denumirea maghiară de Karika iar atunci când se face  referire la denumirea românească, numele este Craca sau Creaca. Primele date despre populație și structura sa au început să apară la începutul secolului al XVIII-lea când autoritățile au început să facă recensăminte, urmate apoi și de cele ale autorităților bisericești. Prima dintre ele s-a desfășurat în două etape, 1715 și 1720. Rezultatele recensământului numit ,,Magyarorszag népessége Pragmatica Sanctio Lorábam 1720-21,  au fost prelucrate și publicate de Acsády Ignácz  în lucrarea ,,Magyar statistikai közlemények” apărută la Budapesta în 1896. La pagina 65  aflăm datele din 1715 care ne arată că existau aici 5 familii de iobagi iar după două pagini, la 67, vedem că în 1720 existau deja 9 familii de iobagi, 4 jeleri (zilieri) și încă o familie. În completare la aceste date vine Petri Mor care, în monografia sa amintită mai înainte, arată că în 1715 trăiau în Creaca 45 de suflete (27 unguri și 18 români) iar în 1720 s-a ajuns la o populație de 153 de locuitori (81 unguri și 72 români). 
Conscripția episcopului Inocentiu Klein din 1733, publicată de Augustin Bunea în lucrarea sa ,,Din istoria românilor. Episcopul Ioan Inocentiu Klein”, apărută în 1908, ne spune la pag. 372 că în Kreka trăiau 23 de familii, aproximativ 115 persoane. O altă Conscripție, cea din anul 1750, ne prezintă la capitolul ,,Cottus Szolnok Kőzepső”(pag. 284), numărul de locuitori din Creaca: 164. 
Între anii 1768-1773, autoritățile austriece la îndemnul Mariei Tereza, vestita împărăteasă, demarează un proiect de cartografiere a imperiului. Hărțile au fost finalizate sub domnia împăratului Iosif al II lea de la care își trag și numele: hărți iosefine. Se observă pe această hart, așa cum am mai spus înainte, că satul Creaca își avea locația pe valea Pietrii, în ,,Satul Bătrân”. Vatra satului a fost mutată acolo din cauza numeroaselor distrugeri ce au fost cauzate de războaiele dintre armată și curuți (haiduci), satul fiind așezat la întretăierea unor drumuri importante, fiind expus tuturor stihiilor. Pe locul unde a fost satul înainte și unde este și acum a mai rămas, așa cum se vede pe hartă, doar un han (wirthaus). Această ,,bejenie” a durat mai bine de 80 de ani după care locuitorii au început să revină pe vechea vatră a satului. Revenirea a fost una de durată, s-a întins pe o perioadă mare de timp, bătrânii își amintesc și acum de poveștile părinților și bunicilor lor despre ultimii locuitori ai ,,satului 
Între anii 1784-1787 autoritățile austriece fac  un recensământ mult mai cuprinzător decât  cele făcute anterior,  cu mai multe date privind  populația dar și despre numărul de case și gospodării existente. Statistica maghiară a publicat datele acestuia în lucrarea Az első magyarországi népszámlálás 1784-1787, Budapest, 1960.  La pag. 397-398 din lucrarea amintită anterior aflăm că satul Creaca avea 53 de case, 60 de locuințe și 385 de locuitori, 3 dintre aceștia fiind plecați din localitate. Din cei 186 bărbați, 68 erau căsătoriți și 118 necăsătoriți.Tot dintre bărbați, 1 era preot iar 40 dintre ei erau țărani.
Multe date despre sat și locuitorii săi apar în  niște documente numite șematisme Acestea sunt ,,condici în care se înregistrează în mod sintetic diferite date, nume, acte, situații cu caracter religios...”(Dex).  Din șematismele diecezei de Făgăraș din anii 1835 și 1842 (Schematismus venerabilis Cleri graeci ritus catholicorum dioceseos Fogarasiensis in Transilvania pro anno a Cristo MDCCCXXXV respectiv MDCXXXXLII, pag. 196, respectiv 200) aflăm că numărul locuitorilor în acei ani a fost de 391, respectiv 408.  
În  șematismele arhidiecezei de Gherla din anii 1894 (pag. 162), 1898 ( pag. 159), 1903 (pag. 165), 1906 (pag. 164), 1914 (pag. 205) și din șematismul Szamosujvarensis din 1900 (pag.165) precum și din recensămintele făcute în Transilvania de către autoritățile ungare și apoi austro-ungare până în 1918, efectuate în anii: 1850, 1857, 1880, 1900, 1910.  apar date despre locuitorii satului. Rezultatele acestor recensăminte, traduse și ordonate pe județe și comune așa cum sunt ele astăzi, au fost publicate în anii ᾽90 într-o serie de volume intitulat ,,Studia Censualia Transsilvanica”. Alte date folosite sunt din recensămintele identificate în biblioteca digitală a institutului de statistică maghiar, puse la dispoziția oricui dorește să le consulte, cu condiția să le știe traduce și interpreta. Datele aflate sunt următoarele: 
1850: 60 case, 70 locuințe, 384 locuitori, toți români de religie greco-catolică; 209 bărbați (127 necăsătoriți, 76 căsătoriți, 6 văduvi, 10 încorporabili); 175 femei (87 necăsătorite, 76 căsătorite, 12 văduve). Crecanii  aveau atunci 7 cai și 133 bovine.
1857: 83 case, 87 locuințe, 447 locuitori, români greco-catolici; 227 bărbați (140 necăsătoriți, 84 căsătoriți, 4 văduvi), 217 femei (119 necăsătorite, 85 căsătorite, 15 văduvi);
1869: 571 locuitori (544 români greco-catolici, 22 unguri reformați, 1 german unitarian și 4 evrei de religie izraelită)
1880: 521 locuitori (493 români, 28 unguri, 7 de altă naționalitate); după religia lor, erau 487 greco-catolici, 6 ortodocși, 6 romano-catolici, 9 reformați și 13 izraeliți; 13 săteni știau carte.
1890: 606 locuitori (559 români, 31 unguri și 16 de alte naționalități nespecificate), adică 17 ortodocși, 556 greco-catolici, 7 romano-catolici, 21 reformați și 5 izraeliți.
1894: 547 locuitori;
       În anul 1895, conform recensământului agricol efectuat în acel an, hotarul satului cuprindea o suprafață de 485 de iugăre de teren arător, 25 iugăre de grădini, 153 iugăre de fânațe și 2 iugăre de vii  precum și 141 iugăre de pășuni și 1204 de păduri.  În grădini și livezi erau plantați 261 de meri, 114 peri, 8 piersici, 2 caiși, 807 pruni, 26 de nuci și 15 muri și căpșuni.  Sătenii aveau un atelaj cu 2 cai, 12 atelaje cu câte 2 boi, 8 cu câte 3 boi, 6 cu bivoli, 3 cu măgari și 26 cu vaci. De asemenea, în gospodării erau 145 de vaci, viței și juninci, 118 juncani și boi, 48 bivoli, 4 măgari, 75 capre, 342 porci, 195 oi, 702 păsări de curte și 11 coșnițe cu albine. Hotarul satului în jurul anului 1900, așa cum a fost prezentat de către Petri Mor în lucrarea sa ,,Monografia comitatului Sălaj”(Szilagy varmegye monographiaja) cuprindea următoarele terenuri: Braniște, Ungur, Șesul din sus, Fânațe, Dâmburele, Iezer, Dumbrava, Săcături, Mestecini, Dos, La șanț, Dumbrăvița, Poiana Munteanului, Valea Indreichii, Satul Bătrân,  Ceredești, Dâmbul Morii, Șesul din jos, Cănepiște, Valea Fulgilor, Piatra Lată.  
1898: 520 locuitori;
1900: 545 locuitori (508 români și 37 unguri); erau 506 greco-catolici, 4 ortodocși, 10 romano-catolici, 16 reformați, 1 unitarian, 8 izraeliți.
1903: 596 locuitori;                 
1906: 605 locuitori; 
1910: 661 locuitori (630 români, 30 unguri, 1 german); în sat erau 623 greco-catolici, 9 ortodocși, 11 romano-catolici, 10 reformați, 1 evanghelist, 6 izraeliți și 1 de altă religie.
1912: 660 locuitori;           
1914: 653 locuitori.   
După reîntregirea României în 1918, recensămintele care au urmat de-a lungul vremii oferă următoarele date: 
1920: 621 locuitori (597 români, 9 unguri, 15 evrei), 140 de case
1930: 670 locuitori (643 români, 12 unguri, 12 evrei, 3 țigani); dintre locuitori, 621 erau greco-catolici, 17 ortodocși, 16 reformați 12 izraeliți și 4 baptiști
1941: 727 locuitori (692 români, 22 unguri, 1 evreu, 12 țigani); după religie, structura populației a fost următoarea: 13 ortodocși, 678 greco-catolici, 8 reformați, 4 romano-catolici, 1 unitarian, 8 izraeliți și 15 baptiști. 
1956: 768 locuitori; 
1966: 578 locuitori (574 români și 4 unguri) 
1977: 596 locuitori (592 români și 4 unguri)
1992: 492 locuitori(485 români, 6 țigani și 1 ucrainean) 
2002: 492 locuitori (486 români și 6 țigani); dintre locuitori, erau 426 ortodocși, 45 baptiști, 16 penticostali și 5 de altă religie 
2011: 423 locuitori.
2016: 204 case, 452 locuitori  
Bibliografie: Traian Ience, Monografia școlilor din comuna Creaca, Ed. Caiete Silvane, Zalău, 2016, ISBN 978-606-914-017-8

## Economie
Economia localității este una predominant agricolă, bazată pe cultura plantelor și creșterea animalelor

## Personalități locale
De această comună se leagă numele geografului Ion Mac, profesor al Universitații Babeș-Bolyai din Cluj-Napoca, personalitate marcantă a școlii românești de geomorfologie, cu rezultate recunoscute atât în țară cât și in străinătate. A pus bazele Colegiului Universitar de Cadastru și Cartografie de la Zalău, aducând vechiul târg al Zalăului în rândul orașelor universitare.
- Dionisiu Pop Moldovan (1878 - ?), deputat în Marea Adunare Națională de la Alba Iulia 1918

## Imagini

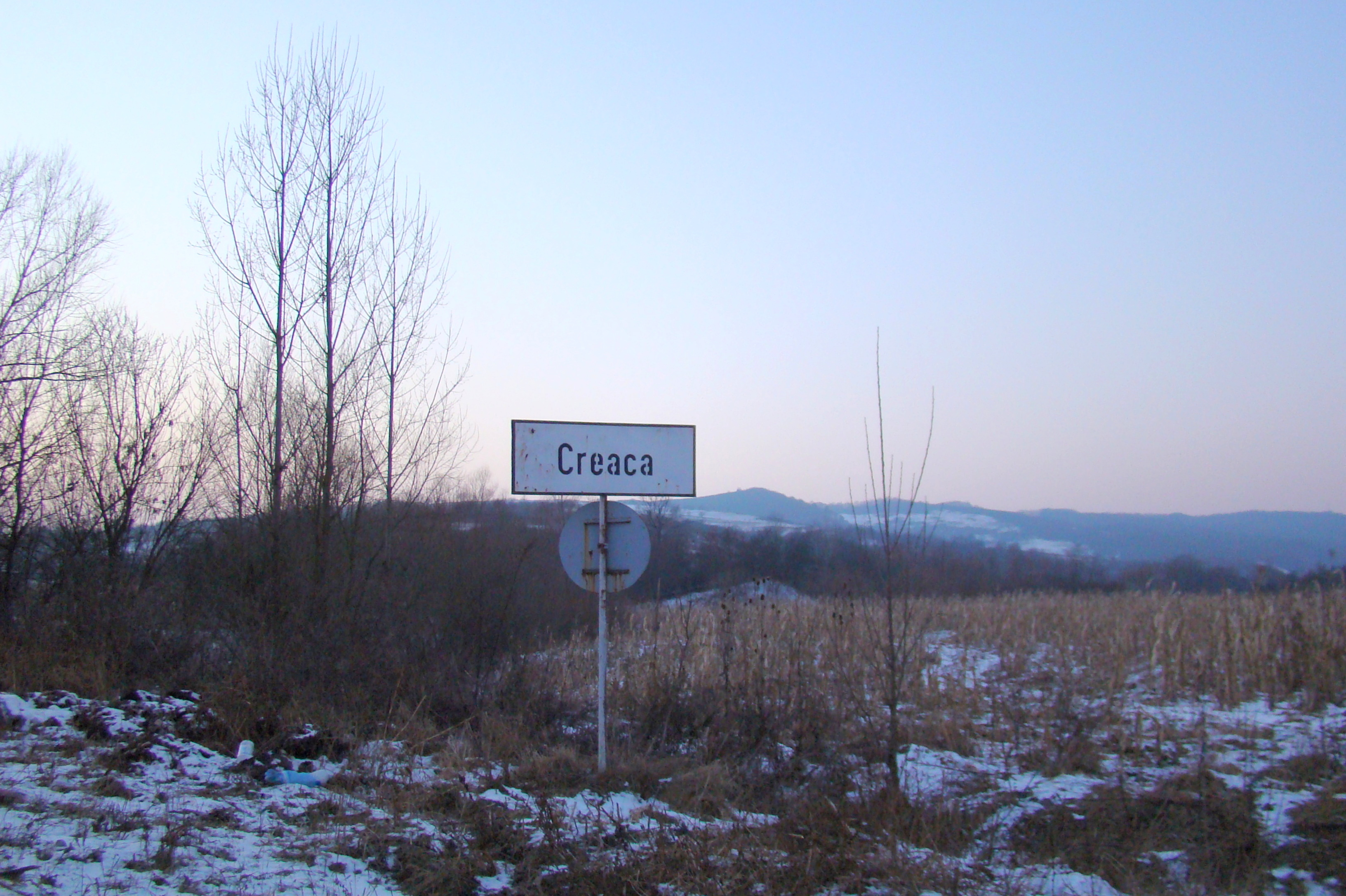
Intrarea în localitate
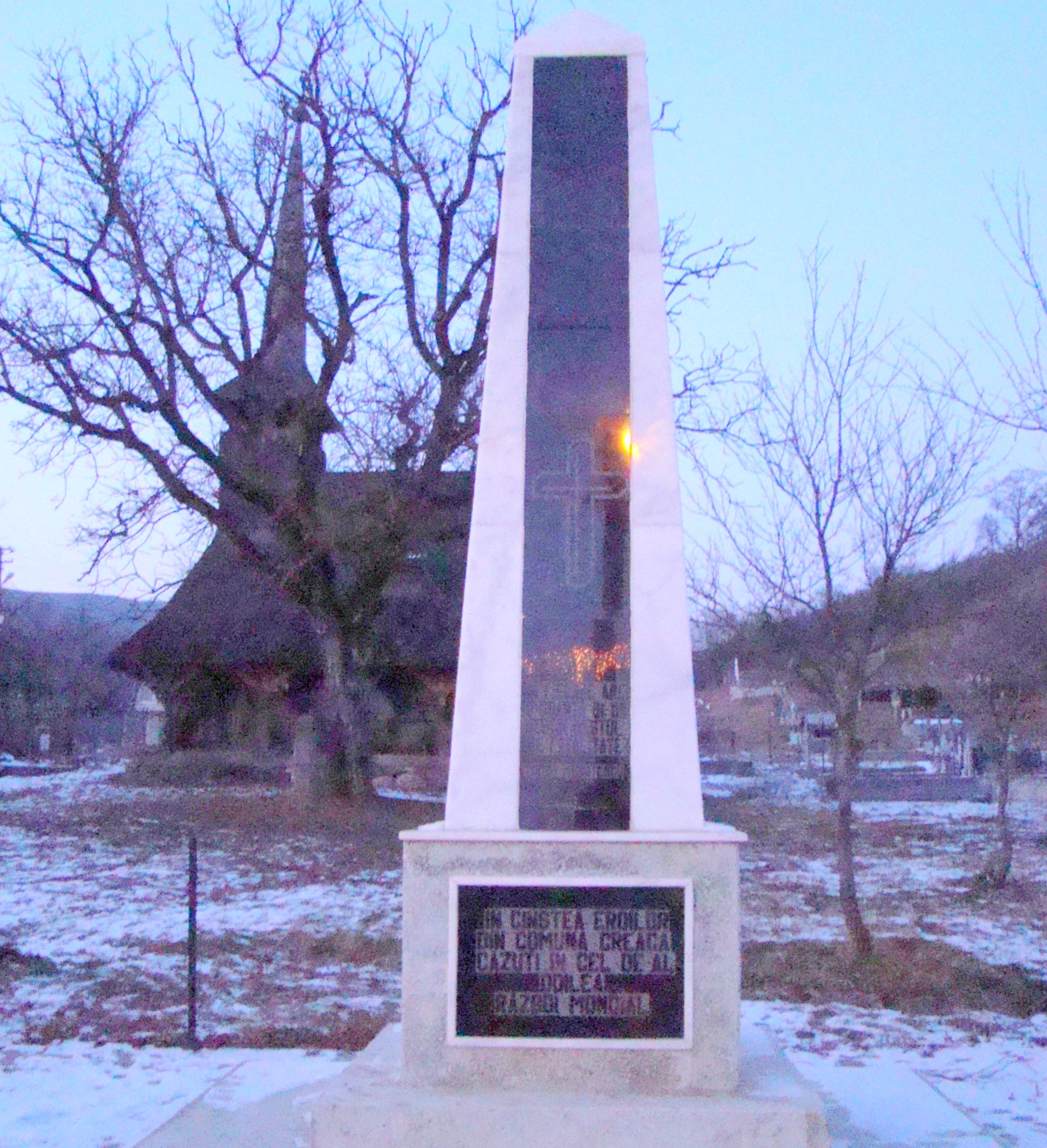
Monumentul eroilor
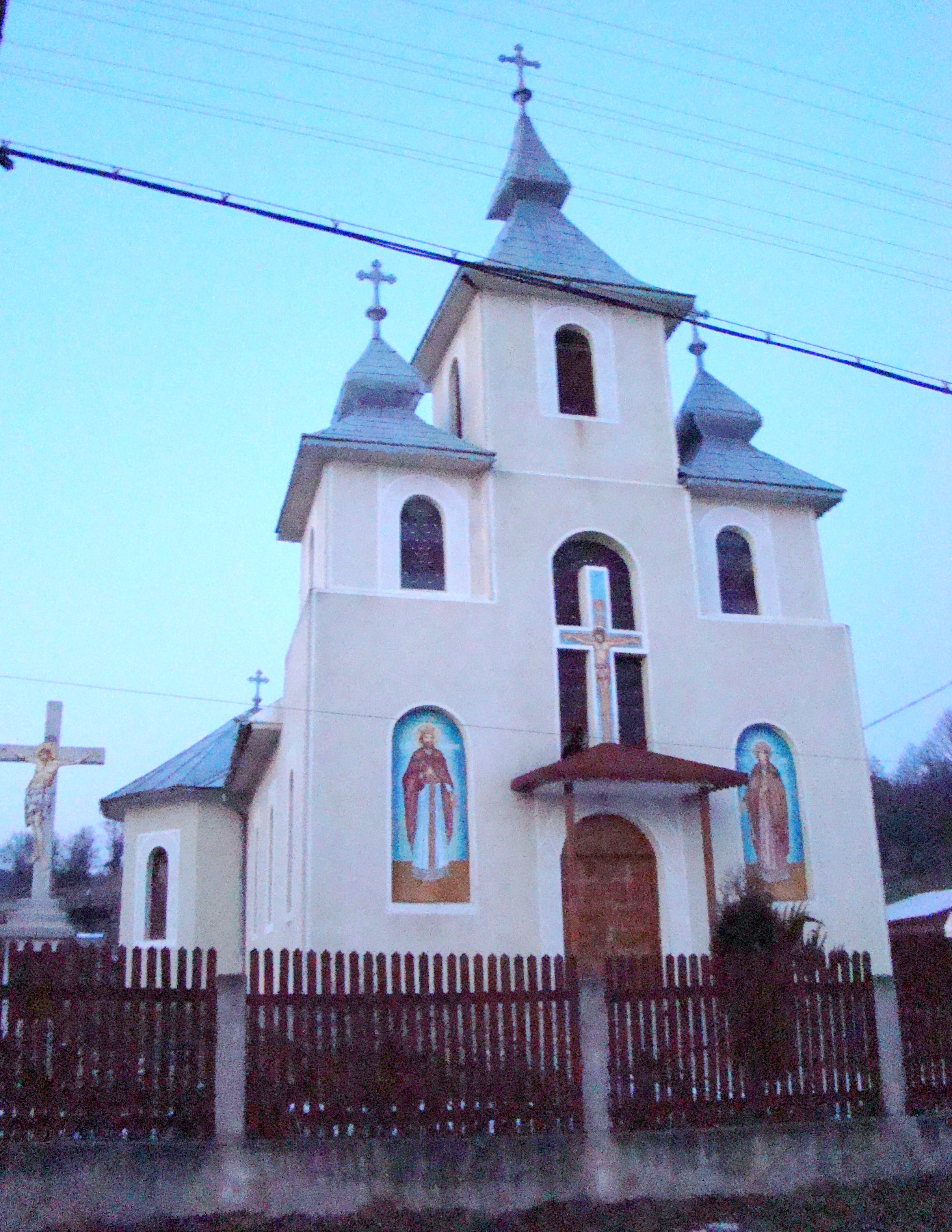
Biserica Sfinții Împărați Constantin și Elena
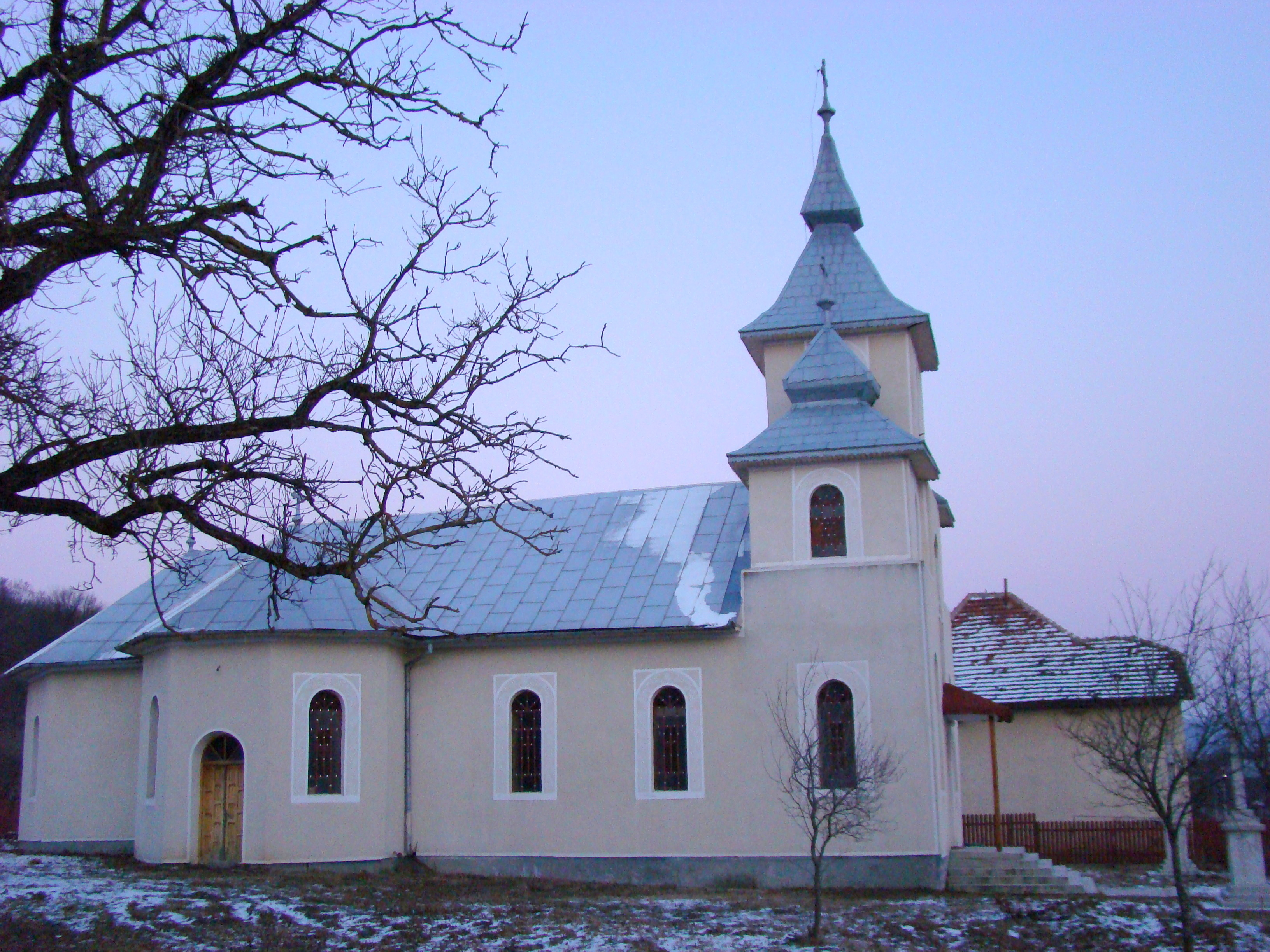
Biserica Sfinții Împărați Constantin și Elena
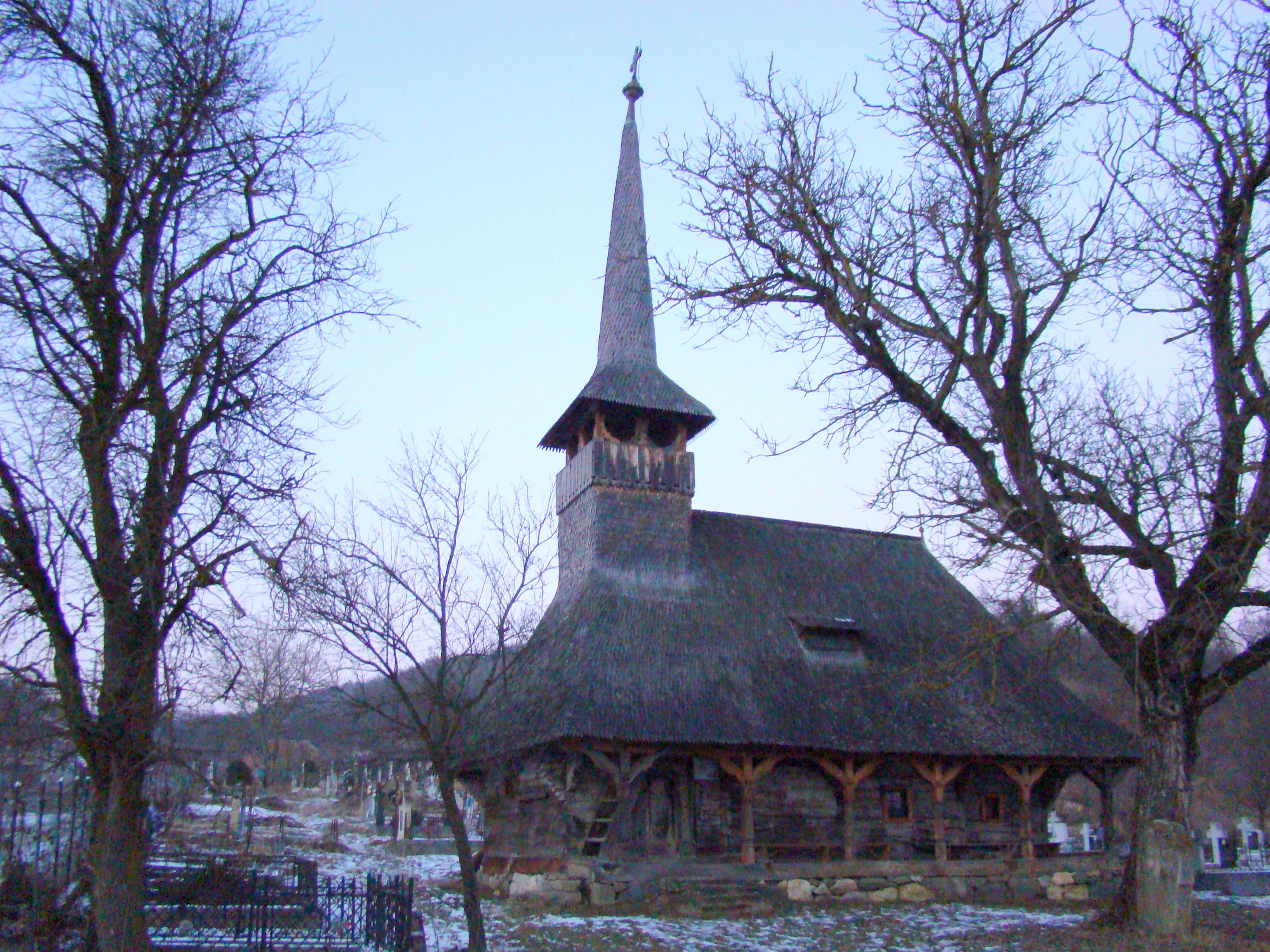
Biserica de lemn (monument istoric)